# Colapso: Por qué unas sociedades perduran y otras desaparecen

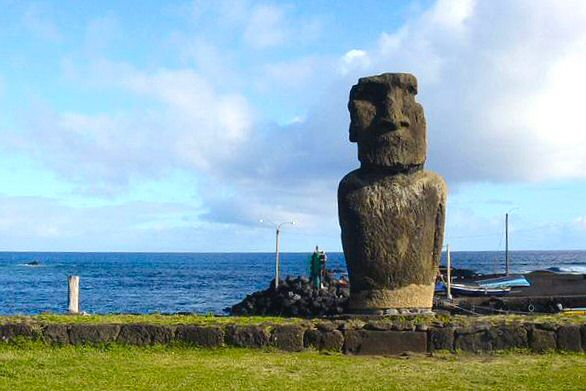
Para Jared Diamond la Isla de Pascua es uno de los mejores ejemplos históricos del colapso de una sociedad.

Colapso: por qué unas sociedades perduran y otras desaparecen es un libro originalmente publicado en 2005 en inglés (Collapse: How Societies Choose to Fail or Succeed) por Jared M. Diamond, profesor de geografía en la Universidad de California, Los Ángeles. El libro de Diamond trata sobre colapsos sociales que incluyeron un componente ambiental y en algunos casos, contribuciones de cambios climáticos, vecinos hostiles y socios mercantiles, aparte de una serie de preguntas y respuestas sociales. Diamond trata de promover que los lectores aprendan de la historia.

## Estructura del libro
Colapso está dividido en cuatro partes.
- Primera Parte describe el ambiente en el estado estadounidense de Montana y enfoca las vidas de varios individuos con el fin de poner una cara humana a la interacción de la sociedad con el medio ambiente.
- Segunda Parte describe sociedades pasadas que han colapsado. Diamond usa un "contexto" cuando considera el colapso de una sociedad que consiste en cinco factores que pueden afectar lo que ocurra con la sociedad: daño ambiental, cambio climático, vecinos hostiles, pérdida de comercio y las propias respuestas de la sociedad a los problemas ambientales. Las sociedades descritas son:
  - Isla de Pascua (una sociedad que colapsó por completo debido al daño ambiental).
  - La Polinesia de la isla de Pitcairn (daño ambiental y pérdida de socios con los que comerciar).
  - Los anasazi del suroeste de Estados Unidos (daño ambiental y cambio climático).
  - La civilización maya de Mesoamérica (daño ambiental, cambio climático y vecinos hostiles).
  - Los vikingos de Groenlandia (daño ambiental, pérdida de vecinos con los que comerciar, cambio climático, vecinos hostiles y rechazo a cambiar frente al colapso social).
  - Finalmente, Diamond discute tres posibles historias exitosas pasadas:
    - La pequeña isla de Tikopia en el Pacífico.
    - El éxito agrícola de Nueva Guinea central.
    - La gerencia de los bosques en el Tokugawa de Japón.
- Tercera Parte examina sociedades modernas, como:
  - El colapso del genocidio de Ruanda, causado por el exceso de población.
  - El fracaso de Haití comparada con el relativo éxito de su vecina, la República Dominicana.
  - El problema que enfrenta un país en vías de desarrollo como China.
  - Los problemas que enfrenta un país industrializado como Australia.
- Cuarta Parte concluye el estudio al tratar tales temas como los negocios y la globalización, y posibles lecciones que se pueden aprender.

## Factores que contribuyen al colapso de las sociedades

### Factores del colapso en sociedades pasadas
Jared Diamond menciona ocho factores que han contribuido en toda la historia al colapso de sociedades pasadas:
1. La deforestación y la destrucción del hábitat.
2. Los problemas de suelo (erosión, salinización y pérdidas de fertilidad del suelo).
3. Los problemas de manejo de agua (escasez de agua, contaminación hídrica y tratamiento de aguas residuales).
4. La caza excesiva.
5. La pesca excesiva.
6. Las consecuencias de introducir especies que suelen ser especies invasoras.
7. El crecimiento poblacional humano.
8. El aumento del impacto per cápita en el medio ambiente (huella ecológica).

### Nuevos factores del colapso en sociedades presentes
Además, menciona cuatro nuevos factores que podrían contribuir a debilitar y hacer colapsar sociedades actuales y futuras:
1. Los cambios climáticos ocasionado por el hombre (Influencia antropogénica sobre el clima).
2. La acumulación de sustancias químicas tóxicas en el medio ambiente (contaminación).
3. La escasez de energía (pronosticada por la teoría del pico de Hubbert y gran consumo y recursos energéticos a nivel mundial).
4. El uso humano de toda la capacidad fotosintética de la Tierra.

## Críticas
Tim Flannery habló de manera positiva sobre la edición de Colapso en inglés en Science.

"... el hecho de que uno de los pensadores más originales del mundo haya escogido escribir este gigantesco libro cuando su carrera está en el cénit es en sí mismo un argumento persuasivo de que hay que tomar en serio a Colapso. Quizás sea el libro más importante que Vd. lea"

The Economist
El comentario de The Economist fue en general favorable, aunque el revisor anónimo tenía dos desacuerdos. En primer lugar, el crítico consideró que Diamond no era lo suficientemente optimista sobre el futuro. En segundo lugar, el crítico consideró que Collapse contenía algunas estadísticas erradas. Por ejemplo, Diamond supuestamente exageró la cantidad de personas que morían de hambre en el mundo.